# Thiollierea artensis
Thiollierea artensis är en måreväxtart som beskrevs av Xavier Montrouzier. Thiollierea artensis ingår i släktet Thiollierea och familjen måreväxter. Inga underarter finns listade i Catalogue of Life.